# Dryophytes bocourti
Espèce
Synonymes
- Hyliola bocourti Mocquard, 1899
- Hyla bocourti Günther, 1901

Statut de conservation UICN

 CR A2ace : 
En danger critique
Dryophytes avivoca est une espèce d'amphibiens de la famille des Hylidae.

## Répartition
Cette espèce est endémique du Guatemala. Elle se rencontre entre 1 300 et 1 536 m d'altitude dans les départements de l'Alta Verapaz et de Baja Verapaz,.

## Étymologie
Cette espèce est nommée en l'honneur de Marie-Firmin Bocourt.

## Publication originale
- Mocquard, 1899 : Contributions à la faune herpétologique de la Basse-Californie. Nouvelles Archives du Museum d'Histoire Naturelle de Paris, sér. 4, vol. 1, p. 297–344 (texte intégral).